# Anthony B. Richmond
Anthony B. Richmond (Londra, 7 luglio 1942) è un direttore della fotografia e regista britannico.
È noto per le sue collaborazioni con Nicolas Roeg, che includono A Venezia... un dicembre rosso shocking (1972), L'uomo che cadde sulla Terra (1976) e Il lenzuolo viola (1980).

## Biografia
Richmond incontra Roeg nel 1964 sul set di Judith dove entrambi lavoravano. Il sodalizio comincerà negli anni settanta, dopo aver diretto la fotografia per Jean Luc Godard in One plus one. Per la fotografia di Don't Look Now, Richmond ha ricevuto nel 1973 il prestigioso premio BAFTA per la migliore fotografia . Altri film degni di nota per i quali ha curato la direzione della fotografia Candyman (1992), Tales from the Hood (1995), Ravenous (1999) e Cherry Falls (2000), oltre a commedie tradizionali come Legally Blonde (2001) e The Sweetest Thing (2002). La sua unica regia è Déjà Vu, film del 1985, interpretato da Jaclyn Smith (sua moglie dal 1981 al 1989), la cui colonna sonora è stata scritta da Pino Donaggio, già autore di quella per A Venezia... un dicembre rosso shocking.

## Filmografia parziale

### Direttore della fotografia

#### Cinema
- ...solo quando rido (Only When I Larf), regia di Basil Dearden (1968)
- One Plus One (Sympathy for the Devil), regia di Jean Luc Godard (1968)
- Let It Be - Un giorno con i Beatles (Let It Be), regia di Michael Lindsay-Hogg - documentario (1970)
- A Venezia... un dicembre rosso shocking (Don't Look Now), regia di Nicolas Roeg (1973)
- Vampira, regia di Clive Donner (1974)
- Stardust: Una stella nella polvere (Stardust), regia di Michael Apted (1974)
- L'uomo che cadde sulla Terra (The Man Who Fell to Earth), regia di Nicolas Roeg (1976)
- La notte dell'aquila (The Eagle Has Landed), regia di John Sturges (1976)
- Uomini d'argento (Silver Bears), regia di Ivan Passer (1977)
- Il magnate greco (The Greek Tycoon), regia di J. Lee Thompson (1978)
- Uragano Who (The Kids Are Alright), regia di Jeff Stein - documentario (1979)
- Tiro incrociato (Love and Bullets), regia di Stuart Rosenberg (1979)
- Il lenzuolo viola (Bad Timing), regia di Nicolas Roeg (1980)
- Head On - A testa in giù (Head On), regia di Michael Grant (1980)
- The American Success Company, regia di William Richert (1980)
- Fuori sintonia (Improper Channels), regia di Eric Till (1981)
- Comiche dell'altro mondo (Slapstick of Another Kind), regia di Steven Paul (1982)
- Così è la vita (That's Life!), regia di Blake Edwards (1986)
- Intrigo a Hollywood (Sunset), regia di Blake Edwards (1988)
- Dance Party (The In Crowd), regia di Mark Rosenthal (1988)
- Oltre ogni rischio (Cat Chaser), regia di Abel Ferrara (1989)
- Lupo solitario (The Indian Runner), regia di Sean Penn (1991)
- Scissors - Forbici (Scissors), regia di Frank De Felitta (1991)
- Colpo doppio (Timebomb), regia di Avi Nesher (1991)
- Candyman - Terrore dietro lo specchio (Candyman), regia di Bernard Rose (1992)
- Cuore di tenebra (Heart of Darkness), regia di Nicolas Roeg (1993)
- I ragazzi vincenti (The Sandlot), regia di David Mickey Evans (1993)
- Gli immortali (The Immortals), regia di Brian Grant (1995)
- Tales from the Hood, regia di Rusty Cundieff (1995)
- Bastard Out of Carolina, regia di Anjelica Huston (1996)
- First Kid - Una peste alla Casa Bianca (First Kid), regia di David Mickey Evans (1996)
- Playing God, regia di Andy Wilson (1997)
- A Walk on the Moon - Complice la luna (A Walk on the Moon), regia di Tony Goldwyn (1999)
- La storia di Agnes Browne (Agnes Browne), regia di Anjelica Huston (1999)
- L'insaziabile (Ravenous), regia di Antonia Bird (1999)
- Cherry Falls - Il paese del male (Cherry Falls), regia di Geoffrey Wright (2000)
- Men of Honor - L'onore degli uomini (Men of Honor), regia di George Tillman Jr. (2000)
- Qualcuno come te (Someone like You...), regia di Tony Goldwyn (2001)
- Sister Mary Explains It All, regia di Marshall Brickman (2001)
- La rivincita delle bionde (Legally Blonde), regia di Robert Luketic (2001)
- La cosa più dolce... (The Sweetest Thing), regia di Roger Kumble (2002)
- Shade - Carta vincente (Shade), regia di Damian Nemian (2003)
- Scemo & più scemo - Iniziò così... (Dumb and Dumberer: When Harry Met Lloyd), regia di Troy Miller (2003)
- A Cinderella Story, regia di Mark Rosman (2004)
- Dirty Dancing 2 (Dirty Dancing: Havana Nights), regia di Guy Ferland (2004)
- Just Friends (Solo amici) (Just Friends), regia di Roger Kumble (2005)
- Il mio ragazzo è un bastardo (John Tucker Must Die), regia di Betty Thomas (2006)
- Impiegato del mese (Employee of the Month), regia di Greg Coolidge (2006)
- Il peggior allenatore del mondo (The Comebacks), regia di Tom Brady (2007)
- Tutte pazze per Charlie (Good Luck Chuck), regia di Mark Helfritch (2007)
- The Rocker - Il batterista nudo (The Rocker), regia di Peter Cattaneo (2008)
- Alvin Superstar 2 (Alvin and the Chipmunks: The Squeakquel), regia di Betty Thomas (2009)
- Miss Marzo (Miss March), regia di Trevor Moore e Zach Cregger (2009)
- Big Mama - Tale padre, tale figlio (Big Mama), regia di John Whitesell (2011)
- Diario di una schiappa - Vita da cani (Diary of a Wimpy Kid: Dog Days), regia di David Bowers (2012)
- Diario di una schiappa: Portatemi a casa (Diary of a Wimpy Kid: The Long Haul), regia di David Bowers (2017)

#### Televisione
- Agente segreto al servizio di madame Sin (Madame Sin), regia di David Greene - film TV (1972)
- The Loner, regia di Abel Ferrara - film TV (1988)
- Rough Riders - miniserie TV, 2 puntate (1997)

### Produttore
- Incubo dal passato (Nightmare in the Daylight), regia di Lou Antonio - film TV (1992)